# Colégio Blume
O Colégio Blume é um edifício histórico localizado em Wapakoneta, Ohio, Estados Unidos. Construído em 1908 em uma mistura de estilos arquitetônicos, o Colégio Brume foi projetado pelos arquitetos Frank Packard e W. M. Runkle. O Colégio Blume é conhecido por na década de 1940 servir de escola, tendo sido onde estudou o astronauta Neil Armstrong.